# Rattus mollicomulus
Rattus mollicomulus és una espècie de mamífer rosegador de la família dels múrids. És endèmica d'Indonèsia, on viu a altituds d'entre 1.100 i 2.000 msnm. Habita els boscos humits tropicals montans. És una espècie en risc mínim, és a dir, no sembla que hi hagi cap amenaça significativa per a la seva supervivència.